# باقة الحطب
باقة الحطب قرية فلسطينية في محافظة قلقيلية شمال الضفة الغربية، على بُعد 14.3 كم منها، وترتفع حوالي 464 مترًا عن مستوى سطح البحر. تمتد مساحة أراضيها إلى نحو 8,954 دونمًا، منها 204 دونمات مشغولة بالمباني والمنازل.

## التسمية
وفقًا للمجلس القروي، هناك روايتان حول سبب تسمية القرية. تشير الرواية الأولى إلى أن القرية كانت مشهورة قديمًا بإنتاج الحطب، بينما تفيد الرواية الثانية بأن التسمية جاءت رمزًا لتآلف أهلها وتكاتفهم، كما تتماسك باقة الحطب معًا.

## السكان
بلغ عدد سكان قرية باقة الحطب عام 1922 نحو 207 نسمة، وارتفع في إحصائيات عام 1931 إلى 282 نسمة، ثم وصل عام 1945 إلى 390 نسمة. في عام 1961 بلغ عدد السكان 569 نسمة، واستمر في الزيادة ليصل عام 1997 إلى 900 نسمة. واصل العدد ارتفاعه ليبلغ 1624 نسمة في عام 2007، ثم 1926 نسمة عام 2017، و1969 نسمة عام 2018. وفي عام 2019 ارتفع العدد إلى 2013 نسمة، ثم إلى 2058 نسمة عام 2020، و2103 نسمة عام 2021. استمر النمو السكاني ليصل إلى 2149 نسمة عام 2022، و2196 نسمة عام 2023، وأخيرًا بلغ عدد السكان 2243 نسمة في عام 2024حسب التعداد الذي أجراه الجهاز المركزي للإحصاء الفلسطيني.

## التعليم
تضم قرية باقة الحطب أربع مدارس حكومية، منها مدرسة ذكور باقة الحطب الثانوية الواقعة في الجهة الغربية من القرية، ومدرسة بنات باقة الحطب الثانوية التي تتوسط القرية. بالإضافة إلى ذلك، يوجد في القرية روضة أطفال خاصة. في بعض الحالات، يلتحق طلاب باقة الحطب بالمدارس الثانوية المهنية أو المراحل الدراسية غير المتوفرة في القرية، حيث يتوجهون إلى مدارس مدينة قلقيلية أو المؤسسات التعليمية في البلدات المجاورة.

## إدارة القرية
حتى عام 1995، كانت قرية باقة الحطب وغيرها من القرى والبلدات تتبع قضاء نابلس. ولكن بعد أن تولت السلطة الفلسطينية إدارة شؤون بعض مدن الضفة الغربية عقب اتفاق أوسلو، قامت بإجراء تقسيم إداري جديد، حيث أصبحت مدينة قلقيلية مركزًا للمحافظة وتبع لها عدد من القرى والبلدات، بما في ذلك قرية باقة الحطب. اليوم، يتم إدارة شؤون القرية من قبل مجلس قروي باقة الحطب الذي تم تأسيسه عام 1996، وهي تتبع إداريًا لمركز محافظة قلقيلية.

## الآثار التاريخيّة
- المسجد العمريّ الذي يقع شمال القرية، أثناء عملية التّرميم لهذا المسجد عُثِر على حجر نُقِش عليه تاريخُ بنائه حيث يعود للعهد العمريّ.
- مغارة سُوْدَة تعود للعهد الرّومانيَ نُحتت في الصّخر الأصمّ.
- البَدّ الذي أسِّس في العهد العثمانيّ وكان يؤمّه سكان القرى المجاورة لعصر الزيتون وما زالت آثاره ماثلةً حتّى الآن.
- البركة التي نُحِتت في الصّخر على عمقٍ يزيدُ على سبعةِ أمتار.[7]

## تاريخها
العصر العثماني
انضمت باقة الحطب إلى الإمبراطورية العثمانية في عام 1517 مع باقي فلسطين، وفي عام 1596 ظهرت في سجلات الضرائب كجزء من ناحية بني صعب في لواء نابلس. كان عدد سكانها يتكون من 59 أسرة، جميعهم من المسلمين. وكان القرويون يدفعون ضريبة ثابتة بنسبة 33.3% على المنتجات الزراعية المختلفة مثل القمح، والشعير، والمحاصيل الصيفية، والماعز و/أو خلايا النحل، بالإضافة إلى "الإيرادات العرضية"؛ بمجموع 23,900 آقجة، حيث كان 5,25/24 من الإيرادات موجهًا إلى وقف خيري إسلامي. في عام 1870/1871 (1288 هـ)، أدرجت إحصائية عثمانية القرية ضمن ناحية بني صعب. وفي عام 1882، وصف مسح فلسطين الغربية الذي أجراه صندوق استكشاف فلسطين (PEF) قرية باقة (بني صعب): "قرية مبنية بالحجارة بشكل جيد في موقع بارز على قمة تلة جرداء، بها بعض أشجار الزيتون، وبئر إلى الشمال؛ وهي مكان صغير. وكان هناك منزل مرتفع على الجانب الشمالي يشكل محطة مثلثية في عام 1873". تاريخيًا، تُعتبر باقة الحطب القرية الأم للعديد من عائلات الحمولة التي تشكل الآن سكان بلدة الطيرة الإسرائيلية.
عهد الانتداب البريطاني
في إحصاء عام 1922 الذي أجرته سلطات الانتداب البريطاني، بلغ عدد سكان باقة الحطب 207 مسلمين، ثم زاد العدد في إحصاء 1931 ليصل إلى 282 مسلماً، مع 63 بيتًا. وفي إحصائيات عام 1945، بلغ عدد السكان 390 مسلماً، مع 8,950 دونمًا من الأرض، وفقًا لمسح رسمي للأراضي والسكان. من هذه المساحة، كان 645 دونمًا مخصصًا للزراعة أو الأراضي المروية، و1,688 دونمًا للزرع، بينما كانت 36 دونمًا أراضٍ مبنية.
العهد الأردني
بعد حرب 1948 واتفاقات الهدنة لعام 1949، أصبحت باقة الحطب تحت الحكم الأردني.  وفي إحصاء عام 1961 الأردني، بلغ عدد سكان باقة الحطب 569 نسمة.
من عام 1967 حتى الحاضر
منذ حرب الأيام الستة عام 1967، أصبحت باقة الحطب تحت الاحتلال الإسرائيلي. بعد اتفاقات أوسلو عام 1995، تم تصنيف حوالي 58.4% من أراضي القرية في المنطقة "ب"، بينما باقي الأراضي 41.6% تقع في المنطقة "ج".